# Rockwell
Kennedy William Gordy, bättre känd under sitt artistnamn Rockwell, född 15 mars 1964 i Detroit, Michigan, är en amerikansk tidigare musiker och singer-songwriter som hade skivkontrakt med Motown. Han är mest känd för sin hitlåt "Somebody's Watching Me" som Michael Jackson är med och körar i. från 1984. Han är son till Berry Gordy och halvbror till skådespelerskan Rhonda Ross Kendrick och Redfoo (Stefan Kendal Gordy) som är känd från LMFAO samt farbror till Sky Blu (Skyler Austen Gordy) som även han är känd från samma grupp.